# 케네디가의 저주
케네디 가의 비운(Kennedy tragedies) 또는 케네디 가의 저주(Kennedy Curse)는 미국의 대통령 존 F. 케네디 대통령의 일가에게 적용되는 연속되는 불운을 말한다. 케네디 대통령은 9남매 중 둘째였으나, 9남매 중 2명은 20대에, 2명은 40대에 요절했고 한 명은 살아도 사는게 아닌 삶을 살았으며 다른 한 명은 치명적 스캔들에 휘말렸다. 이 외에도 케네디 대통령의 자녀와 조카들도 여러 사고에 연루된 바 있다.

## 저주가 적용된 사람 목록
- 로즈마리 케네디 - 존 F. 케네디 대통령의 첫째 여동생으로 어린 시절 입은 뇌손상으로 약간의 정신 지체 장애가 있어 1941년 뇌엽 절제술을 받았으나 실패하였으며, 이후 보호시설에 수용되어 여생을 보냈다.

- 조지프 P. 케네디 주니어 - 조지프 P. 케네디의 장남이자 존 F. 케네디 대통령의 형이다. 케네디 가문을 이끌 재목으로 큰 기대를 받았으나, 제2차 세계대전에 참전했다 1944년 폭격기 조종사로 무인폭격기 프로젝트인 아프로디테 계획(Aphrodite Project)에 참가하여 폭탄이 가득 실려있는 무인폭격기를 조종하여 이륙, 이후 폭격기를 무인조종으로 전환후 낙하산으로 탈출하도록 되어있었으나 이륙 후 알 수 없는 이유의 무인폭격기 폭발로 사망하였으며 시체도 수습하지 못했다.

- 하팅턴 후작 윌리엄 캐번디시 - 케네디 대통령의 둘째 여동생 캐슬린 애그니스 케네디와 집안에서 반대하는 결혼을 했으나 캐번디시는 1944년 제2차 세계 대전에 참전했다가 결혼 4개월 만에 벨기에에서 전사했다.

- 캐슬린 애그니스 케네디 캐번디시 하팅턴 후작부인 - 케네디 대통령의 둘째 여동생으로 제2차 세계대전 때 남편을 잃은 데 이어, 1948년 프랑스에서 비행기 사고로 남편의 뒤를 따랐다.

- 패트릭 부비에 케네디 - 케네디 대통령의 막내아들로 1963년 8월 대통령 재직 중 조산으로 태어났으나, 태어난 지 2일 만에 사망했다.

- 존 F. 케네디 - 제 35대 대통령. 댈러스에서 리 하비 오스월드에 의해 암살당했다.

- 로버트 F. 케네디 - 케네디 대통령의 큰남동생으로 형에 이어 대통령감으로 촉망받았으나 1968년 로스앤젤레스에서 선거활동을 하던 중 요르단 주민 시르한 바샤라 시르한에게 암살당했다.

- 에드워드 M. 케네디 - 케네디 대통령의 작은남동생으로 1969년 마서스 빈야드 섬 인근의 작은 섬 채퍼퀴딕에서 파티를 마치고 돌아오던 중 밤중에 빗길 속에서 몰던 차가 다이크 다리에서 추락해 동승하고 있던 비서인 메리 조 코펜이 사망했다. 이것을 채퍼퀴딕 사건이라고 한다. 에드워드는 석연치 않은 이유로 다음날 아침까지 경찰에 사고를 신고하지 않았다. 두 사람이 내연의 관계가 아니었나, 비서를 구조하는 게 가능했는데 아무것도 안 했던 것 아닌가 등의 의문점이 에드워드 케네디에게 부담이 되어서 대통령 선거 도전을 포기해야 했다.

- 조지프 P. 케네디 2세 - 로버트 F. 케네디의 장남이자 둘째로 1973년 자동차 운전 부주의로 남동생 데이비드에게 큰 부상을 입히고 남동생의 여자친구는 하반신 불수가 되게 했다.

- 에드워드 M. 케네디 주니어 - 에드워드 M. 케네디의 장남이자 둘째로 1973년 골암으로 12세에 다리 절단 수술을 받았다.

- 데이비드 케네디 - 로버트 F. 케네디의 삼남이자 넷째로 약물 과다 복용으로 1984년 사망하였다.

- 마이클 리모인 케네디 - 로버트 F. 케네디의 사남이자 여섯째로 1997년 스키를 타다가 사고로 사망하였다.

- 존 F. 케네디 주니어 - 케네디 대통령의 아들. 1999년 로버트 F. 케네디의 사녀이자 열한번째 로리 케네디의 결혼식에 참석하기 위해 경비행기를 몰고 가다 대서양에 추락하여 부인과 함께 사망하였다.

- 카라 케네디 - 에드워드 M. 케네디의 장녀이자 첫째로 2011년 워싱턴 D.C.의 헬스클럽에서 심장마비로 사망했다.

- 메리 리처드슨 케네디 - 로버트 F. 케네디 주니어의 아내로 2012년 자택에서 숨진 채 발견되었다.

- 시어셔 케네디 힐 - 로버트 F. 케네디의 차녀이자 다섯째인 코트니 케네디의 외동딸로 2019년에 약물 과다 복용으로 사망하였다.

- 매브 케네디 맥킨 - 로버트 F. 케네디의 장녀이자 첫째인 캐슬린 케네디의 차녀이자 둘째로 2020년 아들 기드온과 함께 카누를 즐기다 실종되었다. 결국은 두 사람 모두 시체로 발견되었다.

## 같이 보기
- 테쿰세의 저주